# Actinopus wallacei
Actinopus wallacei är en spindelart som beskrevs av F. O. Pickard-Cambridge 1896. Actinopus wallacei ingår i släktet Actinopus och familjen Actinopodidae. Inga underarter finns listade i Catalogue of Life.